# Jaime Charles (ingeniero)
Jaime Charles [en inglés, James Charles] (n. Londres, Inglaterra, 1794 - m. Las Lomas, Perú, 8 de noviembre de 1819), fue un joven marino e ingeniero naval inglés que trabajó al servicio de la Armada de Chile en sus inicios.

## En la armada inglesa
Hijo de padre francés y madre inglesa, ingresó al Regimiento Academia Militar de Woolwich, donde se especializó como Ingeniero de Armas.
Posteriormente, Charles participó en diversas campañas militares, primero en Portugal, y luego como asesor de Estado Mayor del ejército anglo-ruso, contra los turcos en 1808.
También estuvo presente al servicio del ejército inglés en las guerras napoleónicas, que terminaron en Waterloo.

## Servicio en la Armada de Chile
En 1816, junto a Lord Thomas Alexander Cochrane, es contratado por el gobierno chileno para la organización de la naciente Armada de Chile. El Libertador General Bernardo O'Higgins lo nombra Teniente Coronel en 1818. En 1819, Charles es nombrado Comandante del Cuerpo de Soldados del Mar de Chile (hoy Cuerpo de Infantería de Marina).
En la campaña libertadora del Perú, después del fracaso del bloqueo del Callao, Charles, participa en el desalojo de los realistas apostados en la localidad portuaria de Las Lomas, en dicho lugar, el comandante Charles muere alcanzado por una bala de fusil que le atravesó el corazón, en 1819, a los 26 años de edad.

## Legado
Posteriormente, años después de su muerte y su memoria, la Escuela de Infantería de Marina de la Armada de Chile, toma su nombre y conserva sus restos en una cripta en la capilla de dicha institución.
- Datos: Q16302621